# Фрідріх V (маркграф Баден-Дурлаху)
Фрідріх V (нім. Friedrich V.; 6 липня 1594 — 8 вересня 1659) — 6-й маркграф Баден-Дурласький в 1622—1659 роках. Більшу частину життя боровся за повернення Баден-Дурлаху та приєднання до своїх володінь Баден-Бадену.

## Життєпис
Походив з династії Церінгенів. Старший син Георга Фрідріха, маркграфа Баден-Дурлаху, та Юліани Урсули фон Зальм. Народився 1594 року в Зульцбурзі. Здобув освіту в Зульцбурзі під наглядом Я. Вейнінгера. У 1613—1614 роках здійснив велику подорож Францією, Англією та Нідерландами. 1616 року оженився на представниці Вюртемберзького дому.
1622 року армія Георга Фрідріха, що входив до Протестанської ліги, була переможена імперською армією під орудою Йоганна Тіллі в битві біля Вімпфені. Маркграф змушений був сховатися в Штутгарті, де відрікся від престолу на користь свого сина Фрідріха.
Разом з тим Баден-Дурлаське маркграфство було сплюндроване імператорським військом, зокрема саме місто Дурлах. Фрідріх V не отримував імператорську інвеституру, залишаючись номінальним правителем до 1627 року. Маркграфство Баден-Дурлах було передано Вільгельму, маркграфу Баден-Баденському, що був католиком.
1627 року при умові сплати Вільгельму Баден-Баденському 380 тис. гульденів імператор Фердинанд II передав Фрідірху V Баден-Дурлах. Того ж року після смерті дружини пошлюбив представницю роду Зольмс-Лаубах. Оскільки Фрідріх V не мав коштів для сплати маркграфу Баден-Баденському, то передав Баден-Дурлах в його користування.
1630 року брав участь в Лейпцизькому конвенту, що зорганізував саксонський курфюрст Йоганн Георг I. Також Фрідріх V розраховував на допомогу шведського короля Густава II Адольфа в поверненні Баден-Дурлаху. 1631 року за підтримки шведів відвоював Баден-Дурлах. Також отримав в управління Баден-Баден, захоплений шведським військом. У 1632 році Людвиг I Асканій, князь Ангальт-Кетен, зробив Фрідріха V членом його Плідного товариства. Його друга дружина померла 6 липня 1633. В тому ж році приєднався до Гейльбронської ліги, яку створила Швеція з протестанських союзників. Маркграфу офіційно було передано Баден-Баден та графство Брайсгау. Невдовзі отримав фінансування від Франції свого війська. 1634 року маркграф одружився втретє. В тому ж році після поразки саксоно-шведського війська у битві при Нердлінгені Фрідріх V втратив усі свої володіння, вимушений був тікати до Страсбургу.
1642 року перебирається до Базелю. 1643 року помирає його третя дружина. 1644 Фрідріх V одружився вчетверте. 1648 року спалахнула епідемія чуми, що вбила значну частину населення маркграфства. Того ж року за результатами Вестфальського миру остаточно повернув собі родинні володіння, окрім Верхнього Бадену, що залишився у володінні Вільгельма, маркграфа Баден-Бадену. Натомість була скасована компенсація на користь останнього. 1649 року помирає його дружина. Того ж року видав наказ про неподільність Баден-Дурлаху.
1650 року повернувся до Дурлаху, де одружився вп'яте. Спрямував зусилля на відродження держави, яка втратила 3/4 населення. У 1654 році прийняв новий Цивільний кодекс, який його батько створив ще в 1622 році. Помер 1659 року в замку Карлсбург в Дурласі. Йому спадкував старший син Фрідріх VI.

## Родина
1. Дружина — Барбара, донька Фрідріха I, герцога Вюртембергу
Діти:
- Фрідріх (1617—1677), маркграф Баден-Дурлаху
- Сибілла (1618—1623)
- Карл Магнус (1621—1658)
- Барбара (1622—1639)
- Йоганна (1623—1661), дружина: 1) Йоган Банера, шведського фельдмаршала; 2) графа Генріху фон Турна

2. Дружина — Елеонора, донька графа Альбрехта I фон Зольмс-Лаубах
Діти:
- Анна Філіппіна (1629)
- Елеонора (1630)
- Бернгард Густав (1631—1677), князь-ігумен у Кемптені, кардинал Санта-Сусанни

3. Дружина — Марія Єлизавета, донька графа Волрада IV фон Вальдек-Айзенберг
дітей не було
4. Дружина — Анна Марія, донька графа Якоба фон Гогенгерольдсек
дітей не було
5. Дружина — Єлизавета Євсевія, донька графа Крістофера II фон Фюрстенберг
дітей не було